# Maserati Racing
La Maserati Racing è un'autovettura prodotta dalla casa automobilistica italiana Maserati in serie limitata di soli 230 esemplari tra il 1990 ed il 1992.
Derivata dalla Biturbo per quanto riguarda telaio e motore, la Racing fu dedicata al mercato italiano, l'unico in cui venne commercializzata; nonostante oggi si possano trovare altri esemplari sparsi in tutta Europa.

## Profilo, contesto e storia
Quando fu presentata ufficialmente nel 1990, secondo le dichiarazioni della casa, la Racing era dotata del propulsore due litri prodotto in serie più potente del mondo, grazie ai suoi 283 cavalli a 6250 giri/minuto di potenza massima, per 374 N·m di coppia a 4250 giri/minuto; questo motore era un'evoluzione del sei cilindri biturbo 24 valvole "AM490" presentato nel 1988, con albero motore ridisegnato, e le bielle alleggerite; il rapporto di compressione variato e i turbocompressori adeguati alla nuova configurazione tecnica.

### Tecnica

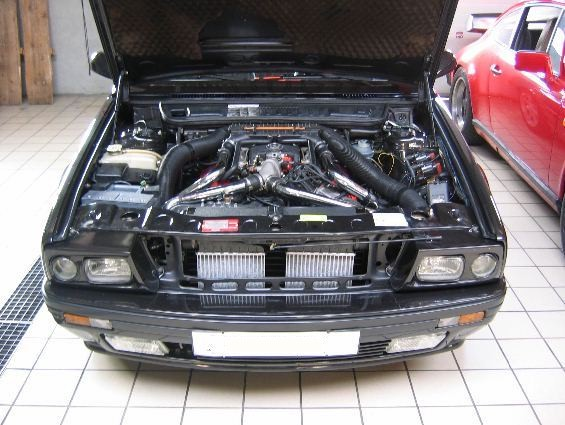
Il motore V6 biturbo da 2,0 litri della Maserati Racing

Per la carrozzeria ci si era ispirati al frontale della Shamal, mentre il corpo vettura derivò strettamente da quello del modello Biturbo del 1982. Il cambio di velocità era il nuovo Getrag a cinque marce; la novità assoluta erano le sospensioni attive intelligenti, montate di serie per la prima volta e già presenti in opzione sulla 2.24, così definite dalla Maserati, messe a punto dalla olandese Koni. Mediante appositi sensori ogni ruota trasmetteva le asperità del fondo stradale a una centralina che agiva immediatamente sugli ammortizzatori. Dal posto di guida si poteva comunque variare a piacimento la taratura delle sospensioni con un comando a quattro posizioni.
Le prestazioni della Racing potevano considerarsi di tutto rispetto con una velocità di punta di 256 km/h, mentre il chilometro da fermo veniva coperto in 25.9 secondi e lo 0-100 in 5.9 secondi.

### Presentazione
La Maserati Racing fu presentata il 14 dicembre 1990, nel corso del consueto incontro stampa prima di Natale, ma le consegne ebbero inizio solo a partire dal mese di maggio dell'anno successivo. La Racing restò in produzione sino al 1992.
Sono stati prodotti 230 esemplari di questa macchina e, secondo le stime, ne sopravviverebbero meno di duecento (in Italia risultano immatricolate all'epoca 173 macchine) mentre gli esemplari costruiti per l'esportazione ammontano a qualche decina.
Nel 1991 la Racing era commercializzata al prezzo di 75.285.000 Lire ed era disponibile solo in due tipi di colorazione: rossa o nera. Fa eccezione un unico esemplare, allestito su richiesta del cliente nella tinta Sky Blu Metallizzato.